# Önügüü-Progress
Önügüü-Progress (kirgisisch Өнүгүү-Прогресс, auch Onuguu-Progress, deutsch: Entwicklung-Fortschritt) ist eine politische Partei in der Kirgisischen Republik. Die Partei wurde im Jahr 2013 gegründet und ist dem konservativen Spektrum zuzuordnen. Parteivorsitzender ist der ehemalige Präsidentschaftskandidat Bakyt Torobajew.

## Ausrichtung
Der Parteivorsitzende Torobajew beschreibt die politische Ausrichtung der Partei als neokonservativ. Die Partei vertritt eine insgesamt pro-russische und wirtschaftsfreundliche Politik. Aufgrund der häufig wechselnden Regierungen in Kirgisistan und der regelmäßigen Proteste, die in den Jahren 2005, 2010 und 2020 zum Sturz der damaligen Regierungen führten, fordert die Partei eine Stärkung der politischen Institutionen zur Stabilisierung der politischen Situation in Kirgisistan. In der innenpolitisch umstrittenen Frage, ob Kirgisistan ein parlamentarisches oder ein präsidentielles Regierungssystem annehmen sollte, vermied Torobajew bislang eine klare Positionierung. Im Vorfeld der Präsidentschaftswahl 2017 gab er eine „Diktatur des Gesetzes“ als politisches Ziel aus und verwendete damit einen Begriff, den vor ihm bereits der russische Präsident Wladimir Putin geprägt hatte. Darüber hinaus sind die Förderung kirgisischer Traditionen und eine Verbesserung der wirtschaftlichen Situation in Kirgisistan Ziele der Partei.

## Geschichte

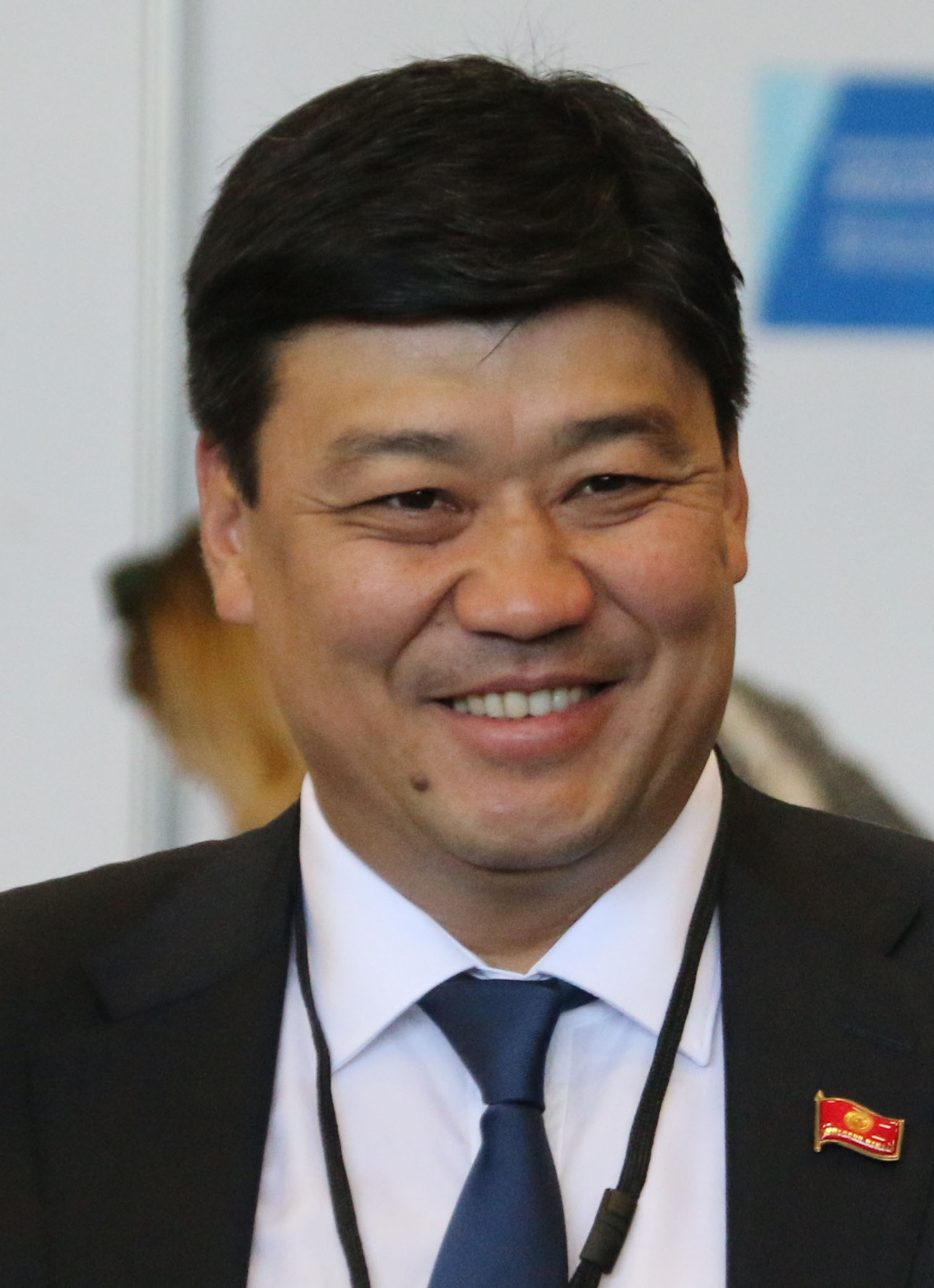
Der Parteivorsitzende Bakyt Torobajew (2016)

Önügüü-Progress wurde im Mai 2013 als Abspaltung aus der Partei Respublika gegründet. Die zentrale Figur der Partei war von ihrer Gründung an Torobajew, der zu diesem Zeitpunkt stellvertretender Sprecher des Dschogorku Kengesch, des kirgisischen Parlaments, war. Neben Torobajew schlossen sich drei weitere Parlamentsmitglieder aus der Respublika-Fraktion der neu gegründeten Partei an. Die politische Basis der Partei in der stark zersplitterten Parteienlandschaft Kirgisistans liegt insbesondere im Süden Kirgisistans in der Region um die Stadt Dschalal-Abad.
Am 7. Dezember 2013 wurde der Zusammenschluss der Parteien Önügüü-Progress und Uluttar Birimdigi, die von Melisbek Myrsakmatow, dem ehemaligen Bürgermeister von Osch, angeführt wurde, bekannt. Torobajew und Myrsakmatow kündigten eine gemeinsame Wahlliste für die Parlamentswahl 2015 unter dem Namen Önügüü-Progress an. Politische Beobachter sahen in dem Zusammenschluss eine bedeutende Entwicklung für den Ausgang der Parlamentswahl, da das Bündnis beider Parteien insbesondere im Süden des Landes starken Rückhalt genoss.
Tatsächlich konnte Önügüü-Progress bei der Parlamentswahl am 4. Oktober 2015 den bisher größten Erfolg der Parteigeschichte erzielen. Mit 9,3 % der abgegebenen Stimmen übertraf die Partei die 7-Prozent-Hürde und zog damit erstmals in das kirgisische Parlament ein. Als viertstärkste Fraktion im kirgisischen Parlament, das nach der Wahl von sechs Fraktionen gebildet wurde, beteiligte sich die Partei an einer Regierungskoalition unter Führung der Sozialdemokratischen Partei Kirgisistans (SDPK).  Bereits nach einem Jahr zerbrach die Koalition im Streit um die Abhaltung eines Verfassungsreferendums, bei den anschließenden Koalitionsverhandlungen bildete sich eine neue Regierung ohne Beteiligung von Önügüü-Progress. Die Partei verblieb daraufhin bis zum Ende der Legislaturperiode in der Opposition.
Aus der Kommunalwahl im Jahr 2016 ging Önügüü-Progress als stärkste Kraft im Oblus Dschalal-Abad hervor und schlug damit die SDPK, die zu diesem Zeitpunkt die dominierende Partei in Kirgisistan war. Auf nationaler Ebene prägten innerparteiliche Konflikte das Erscheinungsbild der Partei. Am 26. Oktober 2017 wurden drei der 13 Abgeordneten der Önügüü-Progress-Fraktion im kirgisischen Parlament aus der Fraktion ausgeschlossen, nachdem sie die Parteiführung scharf kritisiert hatten. Die Position des Parteivorsitzenden Torobajew galt infolgedessen als geschwächt.
Bei der Parlamentswahl 2020 trat die Partei nicht an, unter anderem da führende Politiker von Önügüü-Progress für die Partei Mekenim Kirgisistan kandidierten. Nachdem das Wahlergebnis infolge der Massenproteste gegen Wahlmanipulation und Stimmenkauf annulliert wurde, tagt das Parlament vorerst in der Zusammensetzung der abgelaufenen Legislaturperiode, sodass Önügüü-Progress noch im Parlament vertreten ist. Eine erneute Parlamentswahl ist für Sommer 2021 vorgesehen.